# Luca Itter
Gian-Luca Itter (* 5. Januar 1999 in Gießen) ist ein deutscher Fußballspieler. Er steht bei der SpVgg Greuther Fürth unter Vertrag und war Nachwuchsnationalspieler.

## Vereinskarriere

### Jugend
Itter begann 2004 seine Karriere in der Jugend des FC Cleeberg. Dort spielte er gemeinsam mit seinem Zwillingsbruder Davide-Jerome schon früh in Mannschaften älterer Jahrgänge. Mit dem FC Cleeberg gewann er 2010 bei den E-Junioren die Kreis-, Regional- und Hessenmeisterschaft (Wolfgang-Schlosser-Cup). 2011 wechselte er zu Eintracht Frankfurt. Mit der U 15 von Eintracht Frankfurt gewann er in der Saison 2014/15 die süddeutsche Meisterschaft und siegte mit der Hessenauswahl beim U-15-DFB-Länderpokal. Im Januar 2015 wechselte er zum VfL Wolfsburg. Mit der Niedersachsenauswahl konnte Itter den DFB-Länderpokal der U-16-Junioren gewinnen. Hierbei gelang ihm der Siegtreffer im Endspiel gegen die Westfalenauswahl. In der Saison 2015/16 gewann er mit der U 17 des VfL Wolfsburg die Meisterschaft in der U-17-Bundesliga Nord/Nordost. Im August 2016 wurde er vom DFB als bester Nachwuchsspieler in der Kategorie U17-Junioren mit der Fritz-Walter-Medaille in Gold ausgezeichnet.

### VfL Wolfsburg
Im Januar 2017 unterzeichnete Itter in Wolfsburg seinen ersten Profivertrag. Am 22. September 2017 absolvierte er für Wolfsburg beim 2:2 gegen den FC Bayern München am 6. Spieltag der Saison 2017/18 seinen ersten Profieinsatz in der ersten Bundesliga.

### SC Freiburg
Zur Saison 2019/20 verpflichtete der SC Freiburg, der ihn schon als 15-Jährigen in die Jugend holen wollte, den Verteidiger.

### SpVgg Greuther Fürth
Im Januar 2021 wechselte Itter bis zum Ende der Saison 2020/21 auf Leihbasis in die 2. Bundesliga zur SpVgg Greuther Fürth. Bis zum Saisonende kam er unter Stefan Leitl auf 8 Zweitligaeinsätze (4-mal von Beginn). Die Mannschaft stieg auf dem 2. Platz in die Bundesliga auf. Daraufhin wurde die Leihe für die Saison 2021/22 verlängert. Itter spielte 24-mal in der Bundesliga (16-mal Startelf), konnte den direkten Abstieg aber nicht verhindern. Zur Saison 2022/23 wurde er fest verpflichtet und mit einem Vertrag bis zum 30. Juni 2025 ausgestattet.

## Nationalmannschaftskarriere
Itter spielt seit der U 15 für die Auswahlmannschaften des DFB und debütierte für diese am 5. November 2013 gegen Südkorea. Für die U16-Nationalmannschaft absolvierte er sieben Spiele. Bei der U17-Europameisterschaft 2016 in Aserbaidschan erreichte Itter mit der DFB-Auswahl das Halbfinale. Er absolvierte alle fünf Spiele von Beginn an und wurde nur im Viertelfinale gegen Belgien in der 63. Minute ausgewechselt. Für das deutsche U17-Team wurde Itter in insgesamt 15 Spielen eingesetzt. Für die U19-Nationalmannschaft kam er auf fünf Einsätze. Am 7. September 2018 gab er sein Debüt für die U20-Nationalmannschaft, für die er bis Oktober 2019 in insgesamt 9 Länderspielen zum Einsatz kam (ein Tor).

## Erfolge
- Aufstieg in die Bundesliga: 2021

## Privates
Luca Itters Vater spielte Fußball auf Landesliganiveau. Sein Zwillingsbruder Davide war mit ihm gemeinsam in der Jugend von Eintracht Frankfurt und des VfL Wolfsburg aktiv und wurde im Januar 2017 ebenfalls mit einem Profivertrag ausgestattet.